# 丸山城志郎
丸山城志郎（日语：／ Maruyama Jōshirō，1993年8月11日—）是日本柔道運動員，曾獲得2018年亞洲運動會柔道比賽男子66公斤級銀牌。父親丸山顯志、兄長丸山剛毅也是柔道運動員。

## 外部連結
- JudoInside.com（页面存档备份，存于）